# Tineodes adactylalis
Tineodes adactylalis Guénée, 1854 è un lepidottero appartenente alla famiglia Tineodidae, endemico dell'Australia; è inoltre l'unica specie del genere Tineodes Guénée, 1854.

## Etimologia
L'epiteto specifico si forma dall'unione dei termini greci ἄ (a-, alfa privativo=privo di) e δάκτυλος (daktylos=dito), con riferimento all'assenza di "dita" (ossia lobi ciliati) nelle ali dell'adulto, se confrontato con le affini Alucitidae e Pterophoridae.

## Descrizione

### Adulto

#### Capo
Il capo è glabro, ma mostra un gruppo di scaglie piliformi, posizionato anteriormente. Gli ocelli sono molto sviluppati, mentre i chaetosemata sono assenti. Gli occhi sono grandi, sporgenti e di un colore bruno-grigiastro abbastanza scuro.
Nell'apparato boccale, i palpi mascellari sono alquanto ridotti, a differenza di quelli labiali, che si mostrano dritti e insolitamente lunghi; La spirotromba è grigiastra e totalmente priva di scaglie anche nella parte basale.
Le antenne sono grigiastre e moniliformi, quasi di lunghezza pari alla costa dell'ala anteriore.

#### Torace
Le zampe sono lunghe e sottili, con robusti speroni tibiali; le tibie delle zampe posteriori sono glabre;  l'epifisi è presente, e la formula degli speroni tibiali è 0-2-4.
Le ali sono intere e non divise in lobi come negli Alucitidae; la forma dell'ala anteriore, tuttavia, ricorda a prima vista quella degli Alucitidae e degli Pterophoridae, con una forma stretta e lunga, apice scuro e acuto, ma non falciforme, e tornus ottuso; l'ala posteriore risulta invece più tozza e arrotondata, con angolo anale ottuso; su entrambe le ali sono evidenti le frangiature in chiaroscuro lungo tutta la lunghezza del termen; la colorazione della superficie dorsale dell'ala anteriore è marroncina, un po' più scura nella parte anteriore, e si osserva una fascia molto chiara nella zona postdiscoidale; sul margine interno, in prossimità delle tegulae, è presente una marcata macchia scura; pterostigma e CuP sono assenti, come pure la spinarea; la superficie dorsale dell'ala posteriore ha invece tonalità più chiare ed uniformi, con una sottilissima linea trasversale nera in prossimità dell'angolo anale.
L'apertura alare è di circa 20 mm.

#### Addome
L'addome appare grigio-brunastro, affusolato e munito, sul II sternite, di apodemi ben sviluppati; il II sternite addominale presenta un sistema di venature convergenti "a V", in direzione caudale.
Sui tergiti III-VI, si osservano strette bande anteriori costituite da minute spinule.
Nell'apparato genitale maschile, le gonapofisi sono sottili e allungate; il vinculum è di struttura semplice, benché la juxta riveli un paio di robusti lobi laterali che reggono diverse setae. L'edeago presenta un coecum penis, ma mancano i cornuti.
Nel genitale femminile, il ductus bursae è affusolato e membranoso, come pure il corpus bursae, che rivela un robusto signum di struttura triangolare.

### Larva
Il bruco appare tozzo, con capo semiprognato e sei stemmata per lato; è contraddistinto dalla presenza di un processo retto dal submentum.
Le pseudozampe sono alquanto allungate e provviste di uncini disposti in un singolo ordine, a formare un cerchio più o meno completo. Gli stigmi sono piccoli e tondeggianti, un po' più grandi nel protorace e nell'VIII segmento addominale.
Le setole laterali L1 ed L2 si trovano su un singolo pinaculum nei segmenti addominali I-VIII, mentre L3 si trova in posizione più caudale. Le setole subventrali (SV) sono tre dal I al VI segmento addominale, mentre si riducono a due nel VII e a una sola nell'VIII e nel IX segmento addominale; le setole dorsali D1 e D2 sono rette da un unico pinaculum, mentre una singola setola semidorsale SD1 è molto lunga è sorretta da un proprio pinaculum.
Non sono presenti setole secondarie, ma il corpo è densamente ricoperto di spinule, tranne sulle zone più marcatamente sclerificate della cuticola.

### Pupa
La pupa è alquanto sottile e provvista di appendici unite tra loro e rispetto al corpo.
Il capo rivela robusti lobi piliferi. La proboscide è molto allungata, tanto da raggiungere l'estremità delle ali.
I segmenti addominali I-IV sono immobili e gli stigmi sono piccoli e tondeggianti. L'addome si mostra privo di spinule sulla superficie dorsale.
Il cremaster è assente, ma il X segmento addominale regge un gruppo di robuste setole uncinate.

## Biologia

### Ciclo biologico
Dopo la fecondazione, le uova sono deposte singolarmente nei tessuti della pianta nutrice.
L'impupamento avviene all'interno di un bozzolo sericeo; gli adulti sono mobili durante la notte o al più al crepuscolo.
In alcuni casi, gli adulti si riposano rimanendo con le ali distese e il corpo sollevato sulle lunghe zampe; in questa posizione, le ali anteriori si sovrappongono a quelle posteriori. Se vengono disturbati, iniziano a spostarsi ritmicamente avanti e indietro, alzando e abbassando le ali a più riprese.

### Alimentazione
Non si conoscono le piante nutrici delle larve di T. adactylalis.

## Distribuzione e habitat

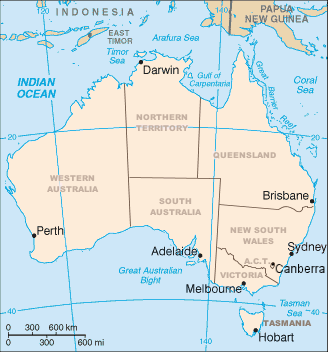
Mappa dell'Australia

La specie è endemica dell'Australia (Australia Occidentale, Queensland, Nuovo Galles del Sud, Victoria e Tasmania).

## Tassonomia
Il genere Tineodes fu in passato inserito nelle Steniadae, oggi incluse all'interno delle Pyralidae Pyraustinae. Nel 1885, divenne il genere tipo della famiglia Tineodidae, introdotta da Meyrick.

### Sottospecie
Non sono state individuate sottospecie.

### Sinonimi
Sono stati riportati i seguenti sinonimi:
- per Tineodes:
  - Carcantia Walker, 1859 - List Spec. Lepid. Insects Colln Br. Mus. 17: 424[18] - specie tipo: Carcantia pterophoralis Walker, 1859
  - Careantia Walker, 1859 [sic] - List Spec. Lepid. Insects Colln Br. Mus. 17: 407 (chiave)[18]
- per Tineodes adactylalis:
  - Carcantia pterophoralis Walker, 1859 - List Spec. Lepid. Insects Colln Br. Mus. 17: 425[18] - locus typicus: Australia (sinonimo eterotipico)
  - Tineodes pterophoralis (Walker, 1859) - List Spec. Lepid. Insects Colln Br. Mus. 17: 425[18] - locus tipicus: Australia (sinonimo eterotipico)

## Conservazione
T. adactylalis non è stata inserita nella Lista rossa IUCN.

### Pubblicazioni
- (EN) Common, I. F. B., Evolution and Classification of the Lepidoptera (abstract), in Annual Review of Entomology, vol. 20, Palo Alto, California, Entomological Society of America, gennaio 1975,  pp. 183-203, DOI:10.1146/annurev.en.20.010175.001151, ISSN 0066-4170 (WC · ACNP), LCCN 56005750, OCLC 1321134 (archiviato dall'url originale il 3 febbraio 2019).
- (EN) Dugdale, J. S., Female Genital Configuration in the Classification of Lepidoptera (PDF), in New Zealand Journal of Zoology, vol. 1, n. 2, Wellington, 1974,  pp. 127-146, DOI:10.1080/03014223.1974.9517821, ISSN 1175-8821 (WC · ACNP), OCLC 60524666.
- (EN) Hampson, G. F., A Revision of the Moths od the Subfamily Pyraustinæ and Family Pyralidæ (PDF), in Proceedings of the general meetings for scientific business of the Zoological Society of London, vol. 1899, Londra, Zoological Society of London, 21 febbraio 1899,  pp. 172 - 291, ISSN 2397-169X (WC · ACNP), OCLC 6372880.
- (EN) Hampson, G. F., Descriptions of new Species of Pyralidaæ of the Subfamily Pyraustinæ (PDF), in The Annals and Magazine of natural History, 12 (VIII serie), Londra, Taylor and Francis, Ltd., 1913,  pp. 299-319, ISSN 0374-5481 (WC · ACNP), LCCN sn86012506, OCLC 1481361.
- (EN) Kristensen, N. P., The Morphological and Functional Evolution of the Mouthparts in Adult Lepidoptera (abstract), in Opuscula Entomologica, vol. 33, Lund, Entomologiska sällskapet, 1968,  pp. 69-72, ISSN 0375-0205 (WC · ACNP), LCCN 70020995, OCLC 1761351.
- (EN) Kristensen, N. P., Scoble, M. J. & Karsholt, O., Lepidoptera phylogeny and systematics: the state of inventorying moth and butterfly diversity (PDF), in Zootaxa, vol. 1668, Auckland, Nuova Zelanda, Magnolia Press, 21 dicembre 2007,  pp. 699-747, ISSN 1175-5326 (WC · ACNP), OCLC 838570989.
- (RU) Kuznetzov, V. I. & Stekolnikov, A. A., Functional morphology of the male genitalia of the Pyraloidea of the Palaearctic fauna, in Trudy Zool. Inst. Acad Sci. USSR, vol. 83, 1979,  pp. 46-96.
- (EN) Meyrick, E., On the classification of the Australian Pyralidina (PDF), in Transactions of the Entomological Society of London, vol. 1885, Londra, Entomological Society of London, 1885,  pp. 421-456, ISSN 0035-8894 (WC · ACNP), LCCN sn88024445, OCLC 2334186.
- (EN) Meyrick, E., On Pyralidina from Australia and the South Pacific (PDF), in Transactions of the Entomological Society of London, vol. 1887, Londra, Entomological Society of London, 1887,  pp. 185-268, ISSN 0035-8894 (WC · ACNP), LCCN sn88024445, OCLC 2334186.
- (FR) Minet, J., Étude morphologique et phylogénétique des organes tympaniques des Pyraloidea. 1. Généralités et homologies. (Lep. Glossata), in Annales Société Entomologique de France, vol. 19, Parigi, La Société Abingdon Oxon, 1983,  pp. 175-207, ISSN 0037-9271 (WC · ACNP), LCCN 2012200144, OCLC 85447298.
- (EN) Mosher E., A Classification of the Lepidoptera Based on Characters of the Pupa, in Bulletin of the Illinois State Laboratory of Natural History, vol. 1912, n. 2, Urbana, Illinois, Illinois State Laboratory of Natural History, marzo 1916,  p. 62, DOI:10.5962/bhl.title.70830, ISSN 0073-5272 (WC · ACNP), LCCN 16027309, OCLC 2295354.
- (EN) Mutuura, A., Morphology of the Female Terminalia in Lepidoptera, and Its Taxonomic Significance (abstract), in Canadian Entomologist, vol. 104, n. 7, Ottawa, Entomological Society of Canada, 31 luglio 1972,  pp. 1055-1071, DOI:10.4039/Ent1041055-7, ISSN 0008-347X (WC · ACNP), LCCN agr38000066, OCLC 4662161307.
- (EN) van Nieukerken, E. J., Kaila, L., Kitching, I. J., Kristensen, N. P., Lees, D. C., Minet, J., Mitter, C., Mutanen, M., Regier, J. C., Simonsen, T. J., Wahlberg, N., Yen, S.-H., Zahiri, R., Adamski, D., Baixeras, J., Bartsch, D., Bengtsson, B. Å., Brown, J. W., Bucheli, S. R., Davis, D. R., De Prins, J., De Prins, W., Epstein, M. E., Gentili-Poole, P., Gielis, C., Hättenschwiler, P., Hausmann, A., Holloway, J. D., Kallies, A., Karsholt, O., Kawahara, A. Y., Koster, S. (J. C.), Kozlov, M. V., Lafontaine, J. D., Lamas, G., Landry, J.-F., Lee, S., Nuss, M., Park, K.-T., Penz, C., Rota, J., Schintlmeister, A., Schmidt, B. C., Sohn, J.-C., Solis, M. A., Tarmann, G. M., Warren, A. D., Weller, S., Yakovlev, R. V., Zolotuhin, V. V., Zwick, A., Order Lepidoptera Linnaeus, 1758. In: Zhang, Z.-Q. (Ed.) Animal biodiversity: An outline of higher-level classification and survey of taxonomic richness (PDF), in Zootaxa, vol. 3148, Auckland, Nuova Zelanda, Magnolia Press, 23 dicembre 2011,  pp. 212-221, ISSN 1175-5334 (WC · ACNP), OCLC 971985940.
- (EN) Philpott, A., The maxillae in the Lepidoptera (PDF), in Transactions of the New Zealand Institute, vol. 57, Wellington, Royal Society of New Zealand, 22 febbraio 1927,  pp. 721-746, ISSN 1176-6158 (WC · ACNP), OCLC 84073801.
- (FR) Ragonot, E.-L., Essai sur la classification des Pyralites (PDF), in Annales de la Société entomologique de France, (6)10, Parigi, La Societé, 1890,  pp. 435 - 546, ISSN 0037-9271 (WC · ACNP), OCLC 1765810.
- (EN) Smith, E. L., Evolutionary morphology of external insect genitalia. 1. Origin and relationships to other appendages (PDF), in Annals of the Entomological Society of America, vol. 62, n. 5, College Park, Md., 15 settembre 1969,  pp. 1051-1079, ISSN 0013-8746 (WC · ACNP), LCCN 08018807, OCLC 5722264149 (archiviato dall'url originale il 27 luglio 2018).
- (EN) Turner, A. J., Studies on Australian Lepidoptera (PDF), in Proceedings of the Royal Society of Victoria (new series), vol. 35, Melbourne, Victoria, Royal Society of Victoria, 1922,  pp. 26-62, ISSN 0035-9211 (WC · ACNP), LCCN 17028024, OCLC 1764622.
- (RU) Zagulajev, A. K., New and little known species of moths (Lepidoptera: Psychidae, Tineidae, Pterophoridae, Alucitidae) of the fauna of Russia and neighbouring territories, in Entomologicheskoe obozrenie, vol. 75, n. 1, San Pietroburgo, Leningrad Nauka, 1996,  pp. 117-131, ISSN 0367-1445 (WC · ACNP), LCCN 54045655, OCLC 2446733.

### Testi
- (FR) Boisduval, J.-B. A. D. et Guénée, A., Histoire naturelle des insectes. Spécies général des lépidoptères (PDF), Volume 9 [t. 8], Parigi, Roret, 1854,  p. 448, DOI:10.5962/bhl.title.9194, ISBN non esistente, LCCN agr03000771, OCLC 5505272.
- (EN) Capinera, J. L. (Ed.), Encyclopedia of Entomology, 4 voll., 2nd Ed., Dordrecht, Springer Science+Business Media B.V., 2008,  pp. lxiii + 4346, ISBN 978-1-4020-6242-1, LCCN 2008930112, OCLC 837039413.
- (EN) Chapman, R. F., The insects: structure and function, 4ª edizione, Cambridge, Cambridge University Press, 1998,  pp. xvii, 770, ISBN 0-521-57048-4, LCCN 97035219, OCLC 37682660.
- (EN) Common, I. F. B., Moths of Australia, Slater, E. (fotografie), Carlton, Victoria, Melbourne University Press, 1990,  pp. vi, 535, 32 con tavv. a colori, ISBN 9780522843262, LCCN 89048654, OCLC 220444217.
- (EN) Gielis, C., World catalogue of insects, Vol. 4: Pterophoroidea & Alucitoidea (Lepidoptera), Stenstrup, Danimarca, Apollo Books, 2003  [1998],  p. 198, ISBN 9788788757682, LCCN 2006356329, OCLC 51968033.
- (EN) Grimaldi, D. A.; Engel, M. S., Evolution of the insects, Cambridge [U.K.]; New York, Cambridge University Press, maggio 2005,  pp. xv + 755, ISBN 978-0-521-82149-0, LCCN 2004054605, OCLC 56057971.
- (EN) Kristensen, N. P. (Ed.), Handbuch der Zoologie / Handbook of Zoology, Band 4: Arthropoda - 2. Hälfte: Insecta - Lepidoptera, moths and butterflies, Kükenthal, W. (Ed.), Fischer, M. (Scientific Ed.), Teilband/Part 35: Volume 1: Evolution, systematics, and biogeography, ristampa 2013, Berlino, New York, Walter de Gruyter, 1999  [1998],  pp. x, 491, ISBN 978-3-11-015704-8, OCLC 174380917.
- (EN) Mackerras, L. M. (Ed.), The Insects of Australia. A Textbook for Students and Research Workers, Melbourne, Melbourne University Press, luglio 1970,  pp. xiii 1029, ISBN 9780522838374, LCCN 70461097, OCLC 68933.
- (EN) Meyrick, E., Exotic microlepidoptera (PDF), vol. 3, 2ª edizione, Hampton (Middx.), E. W. Classey Ltd., 1929,  p. 640, DOI:10.5962/bhl.title.57905, ISBN 9780900848018, LCCN 73420356, OCLC 28824.
- (EN) Parker, S. B. (Ed.), Synopsis and classification of living organisms, vol. 2, New York, McGraw-Hill, 1982,  p. 1119, ISBN 9780070790315, LCCN 81013653, OCLC 7732464.
- (EN) Scoble, M. J., The Lepidoptera: Form, Function and Diversity, seconda edizione, London, Oxford University Press & Natural History Museum, 2011  [1992],  pp. xi, 404, ISBN 978-0-19-854952-9, LCCN 92004297, OCLC 25282932.
- (EN) Stehr, F. W. (Ed.), Immature Insects, 2 volumi, seconda edizione, Dubuque, Iowa, Kendall/Hunt Pub. Co., 1991  [1987],  pp. ix, 754, ISBN 9780840337023, LCCN 85081922, OCLC 13784377.
- (LA, EN) Walker, F., List of the specimens of lepidopterous insects in the collection of the British Museum (PDF), vol. 17, Londra, Order of the Trustees, 1859,  p. 798, DOI:10.5962/bhl.title.58221, ISBN non esistente, LCCN agr04000350, OCLC 9610924.